# Futschikato
Futschikato ist ein Kartenspiel des deutschen Spieleautors Friedemann Friese, das 2016 in dessen Spielverlag 2F-Spiele erschien und später international aufgelegt wurde. Das Spiel ist für drei bis acht Spieler konzipiert, die sich möglichst schnell ihrer Karten entledigen müssen.

## Spielprinzip
Bei dem Spiel Futschikato handelt es sich um ein Stichspiel, bei dem es gilt, möglichst schnell seine Karten loszuwerden. Dazu müssen sich die Spieler zeitweise mit Mitspielern verbünden. Das Spielmaterial besteht aus 90 Zahlenkarten mit den Werten 2 bis 20, die in unterschiedlicher Anzahl verfügbar sind. Dabei nimmt die Zahl der Karten mit den höheren Kartenwerten ab: die „2“ ist 16 mal vorhanden, die „3“ zwölfmal etc., die „16“ bis „20“ nur jeweils einmal.

## Spielablauf
Zu Beginn des Spiels werden die 90 Zahlenkarten gemischt und jeder bekommt sechs Karten, die er verdeckt auf die Hand nimmt. Bei sieben oder acht Spielern bekommt jeder nur fünf Karten. Die restlichen Karten werden als verdeckter Nachziehstapel in die Tischmitte gelegt.
Das Spiel geht reihum im Uhrzeigersinn. Der am Zug befindliche Spieler spielt eine seiner Handkarten offen aus. Ist die Karte höher als eine oder mehrere der bereits ausliegenden Karten, so werden diese geschlagen. Alle betroffenen Mitspieler müssen die ausliegende Karte abwerfen und eine neue Karte vom Nachziehstapel auf die Hand nehmen. Alle anderen ausliegenden Karten, die gleich hoch oder höher als die des aktiven Spielers sind, bleiben liegen. Spielt jemand eine Zahl aus, die bereits vor einem oder mehreren anderen Spielern liegt, werden diese addiert und besitzen somit gemeinsam einen höheren Wert, mit dem andere Zahlen geschlagen werden. Um diese zu schlagen, muss ein Spieler eine höhere Karte auslegen oder ebenfalls gemeinsam mit bereits ausliegenden Karten eine höhere Summe bilden.
Liegt vor dem Zug eines Spielers noch die Karte der Vorrunde vor ihm, da niemand eine höhere Karte gespielt hat, hat er diese „durchgebracht“ und darf sie ablegen, ohne eine Karte nachziehen zu müssen. Alle anderen, die die gleiche Karte ausliegen haben, dürfen diese nun ebenfalls ohne Nachziehen abwerfen.
Das Spiel endet, wenn einer seine letzte Karte durchgebracht hat und ablegen kann, ohne eine neue Karte zu ziehen. Dies kann entweder geschehen, wenn jemand seine letzte eigene Karte durchgebracht hat, oder wenn einer eine Karte desselben Wertes wie die ausliegende letzte Karte eines Mitspielers durchgebracht hat und dieser seine Karte ebenfalls ablegen darf.

## Ausgaben
Futschikato wurde von Friedemann Friese entwickelt, 2016 in dessen Spieleverlag 2F-Spiele zu den Internationalen Spieltagen in Essen veröffentlicht und als Nachfolger des Kartenspiels Fünf Gurken beworben. Zeitgleich erschien das Spiel als Lizenzausgabe international auf Japanisch (Arclight), Französisch/Spanisch (Edge Entertainment), Englisch (Stronghold Games) und Chinesisch (Swan Panasia Co). 2017 wurde es zudem auf Italienisch (Giochi Uniti), Französisch (Edge Entertainment) und Niederländisch (White Goblin Games) veröffentlicht. Dabei erschien es international unter dem Titel Fuji Flush. Die grafische Gestaltung stammte dabei von dem Grafiker Harald Lieske, die redaktionelle Umsetzung erfolgte durch Henning Kröpke.

## Belege
1. 1 2 3 4 5 6 7  Offizielle Spielregeln (Memento des Originals vom 21. Oktober 2017 im Internet Archive)  Info: Der Archivlink wurde automatisch eingesetzt und noch nicht geprüft. Bitte prüfe Original- und Archivlink gemäß Anleitung und entferne dann diesen Hinweis. von Futschikato auf der Website von 2f-Spiele; abgerufen am 21. Oktober 2017.
2. 1 2  Versionen von Futschikato bei boardgamegeek; abgerufen am 21. Oktober 2017.